# IC 1113
IC 1113 је спирална галаксија у сазвјежђу Змија која се налази на листи објеката дубоког неба у Индекс каталогу.
Деклинација објекта је + 12° 29' 19" а ректасцензија 15h 18m 15,1s. Привидна величина (магнитуда) објекта IC 1113 износи 14,4 а фотографска магнитуда 15,3. IC 1113 је још познат и под ознакама MCG 2-39-12, CGCG 77-66, PGC 54629.